# Tropidieae
Tropidieae (Pfitzer) Dressler, 1983 è una tribù di orchidee della sottofamiglia Epidendroideae, con areale pantropicale.

## Tassonomia
Comprende due soli generi:
- Corymborkis Thouars, 1809 (8 spp.)
- Tropidia Lindl., 1833 (32 spp.)

## Distribuzione e habitat
La tribù ha una distribuzione pantropicale: il genere Corymborkis è diffuso principalmente  in America, ma ha anche due specie in Africa (C. corymbis, C. minima) e una in Asia (C. veratrifolia), mentre l'areale del genere Tropidia si estende principalmente nel sud-est asiatico, con alcune specie presenti in Australia e nelle isole del Sud Pacifico; un'unica specie (T. polystachya) è presente in Nord America e in America centrale.